# Манжосов Володимир Анатолійович
Володимир Анатолійович Манжосов (25 травня 1959, смт. Южнокурильськ Сахалінської області, тепер Російська Федерація) — український діяч, голова Національної ради України з питань телебачення і радіомовлення (2010–2014).

## Життєпис
Народився у родині військовослужбовця. Закінчив середню школу.
У 1976—1978 роках — токар Донецького виробничого об'єднання «Точмаш»; кріпильник шахтоуправління «Октябрське» у місті Донецьку.
У 1978—1980 роках — служба в Радянській армії.
У 1981—1986 роках — студент історичного факультету Донецького державного університету.
Член КПРС.
У 1986 році — асистент кафедри історії СРСР Донецького державного університету.
У грудні 1986—1988 роках — учитель історії середньої школи № 70 міста Донецька.
У 1988—1990 роках — інструктор Київського районного комітету КПУ міста Донецька. У 1990—1991 роках — консультант Донецького обласного комітету КПУ.
У 1991—1996 роках — директор відділу, заступник генерального директора, генеральний директор страхової компанії «Славія-Донецьк».
У лютому — жовтні 1996 року — головний спеціаліст управління інформаційної політики Донецької обласної державної адміністрації та представник Нацтелерадіо у Донецькій області на громадських засадах. У жовтні 1996 — грудні 1997 року — заступник начальника головного управління, начальник управління інформаційної політики Донецької обласної державної адміністрації.
У 1998—2001 роках — генеральний директор ТОВ «Видавничо-рекламний концерн «Принц» у Донецьку.
У лютому 2001 — липні 2002 року — представник Національної ради з питань телебачення та радіомовлення в Донецькій області. У липні 2002 — березні 2005 року — член Національної ради з питань телебачення та радіомовлення (від Верховної Ради України).
З серпня 2005 року — віце-президент телерадіокомпанії (ТРК) «Україна».
2 квітня 2010 — липень 2014 року — голова Національної ради України з питань телебачення і радіомовлення.

## Нагороди та відзнаки
- Державний службовець 3-го рангу (11.2002), 2-го рангу (12.2004), 1-го рангу (06.2011).